# Guvernoratul Ibb
Ibb (în arabă:إب) este un guvernorat în Yemen. Reședința sa este orașul Ibb.